# Lazarew-Küste
Koordinaten: 68° 51′ S, 90° 44′ W
Die Lazarew-Küste (norwegisch Lazarevkysten) ist ein 19 km langer Küstenabschnitt entlang der gesamten Westküste der Peter-I.-Insel in der Antarktis. Sie reicht von der Westseite des Kap Eva im Norden bis zur Mündung des Zavodovskijbreen. Dort schließt nach Osten die Wostok-Küste an. 
Wissenschaftler des Norwegischen Polarinstituts benannten sie 1974 nach Michail Petrowitsch Lasarew (1788–1851), Admiral der russischen Marine und Kommandant des Schiffs Mirny bei der ersten russischen Antarktisexpedition (1819–1821) unter der Leitung von Fabian Gottlieb von Bellingshausen.